# Teresa Mokrysz
Teresa Mokrysz (ur. 1952) – polska ekonomistka, przedsiębiorca.

## Życiorys
Ukończyła studia w Akademii Ekonomicznej w Katowicach (1978). Współwłaścicielka spółki Mokate, w której wdrożyła pionierską technologię wytwarzania półproduktów dla przemysłu spożywczego. Do 2020 zasiadała w radzie nadzorczej BRE Banku.
W 2021 zajęła 39. miejsce na liście najbogatszych Polaków magazynu „Forbes” z majątkiem wycenianym na 1,4 mld zł.
Z mężem Kazimierzem ma dwójkę dorosłych dzieci.

## Nagrody i wyróżnienia
- Tytuł „Lidera 10-lecia” - nadany przez Gazetę Wyborczą oraz „Sukces 10-lecia” nadany przez Businessman Magazine;
- 2000 – tytuł „Najbardziej Przedsiębiorczej Kobiety Świata”, przyznany przez Międzynarodową Fundację Przedsiębiorczości Kobiet z Los Angeles[1];
- 2004 – Krzyż Komandorski Orderu Odrodzenia Polski (2004)[6];
- 2005 – Złoty Krzyż Zasługi[7];
- 2013 – Krzyż Oficerski Orderu Odrodzenia Polski[8].